# Stuart Armstrong
Stuart Armstrong (Inverness, Escocia, 30 de marzo de 1992) es un futbolista británico que juega como centrocampista.

## Trayectoria

### Dundee United
Hizo su debut en el primer equipo del Dundee United en noviembre de 2010, luego de entrar como sustituto en la victoria por 1-0 sobre el Hamilton. A lo largo del resto de la temporada, Armstrong terminó jugando doce partidos.
Armstrong anotó su primer gol para el club en el empate 2-2 contra el St. Mirren en diciembre de 2011.
Armstrong hizo su debut europeo el 9 de agosto de 2012 en el partido de vuelta de la tercera ronda de la Liga Europea de la UEFA ante el equipo ruso Dinamo Moscú, en una derrota por 5-0, quedando eliminados de la competición. El 24 de noviembre de 2012, Armstrong anotó su primer gol de la temporada, en la victoria por 2-1 sobre el Ross County de un cabezazo. El 30 de diciembre de 2012, Armstrong anotó su segundo gol de la temporada, en una derrota por 4-3 contra el St. Mirren. Su tercer gol fue ante el Celtic F. C. el 16 de febrero de 2013, en una derrota por 6-2.

### Celtic
El 2 de febrero de 2015 fue transferido al Celtic F. C. Anotó en su debut en la victoria por 3-0 ante el Partick Thistle el 11 de febrero. Luego hizo su debut europeo en el Celtic Park en el empate 3-3 con el Inter de Milán en la Liga Europa de la UEFA el 19 de febrero de 2015.

### Southampton
El 26 de junio de 2018 se anunció que abandonaba el club de Glasgow para firmar por el Southampton F. C. por cuatro temporadas. Finalmente estuvo seis, en las que disputó 214 partidos y marcó 25 goles, y se marchó al finalizar la campaña 2023-24 una vez expiró su contrato.
El 3 de septiembre de 2024 fichó por el Vancouver Whitecaps F. C. hasta 2026. Sin embargo, se marchó en enero de 2025 para regresar a Inglaterra y unirse al Sheffield Wednesday F. C., club en el que permaneció hasta final de temporada.

## Selección nacional

### Participaciones en Eurocopas
| Copa          | Sede     | Resultado    | Partidos | Goles |
| ------------- | -------- | ------------ | -------- | ----- |
| Eurocopa 2020 | Europa   | Primera fase | 3        | 0     |
| Eurocopa 2024 | Alemania | Primera fase | 1        | 0     |

## Clubes y estadísticas
| Club                      | País          | Año           | Partidos | Goles |
| ------------------------- | ------------- | ------------- | -------- | ----- |
| Dundee United F. C.       | Escocia       | 2010-2015     | 150      | 21    |
| Celtic F. C.              | Escocia       | 2015-2018     | 144      | 28    |
| Southampton F. C.         | Inglaterra    | 2018-2024     | 214      | 25    |
| Vancouver Whitecaps F. C. | Canadá        | 2024-2025     | 11       | 2     |
| Sheffield Wednesday F. C. | Inglaterra    | 2025          | 11       | 0     |
| Total carrera             | Total carrera | Total carrera | 530      | 76    |

## Palmarés

### Títulos nacionales
| Título                          | Club                      | País    | Año     |
| ------------------------------- | ------------------------- | ------- | ------- |
| Scottish Premiership            | Celtic F. C.              | Escocia | 2014-15 |
| Scottish Premiership            | Celtic F. C.              | Escocia | 2015-16 |
| Copa de la Liga de Escocia      | Celtic F. C.              | Escocia | 2016-17 |
| Scottish Premiership            | Celtic F. C.              | Escocia | 2016-17 |
| Copa de Escocia                 | Celtic F. C.              | Escocia | 2016-17 |
| Copa de la Liga de Escocia      | Celtic F. C.              | Escocia | 2017-18 |
| Scottish Premiership            | Celtic F. C.              | Escocia | 2017-18 |
| Copa de Escocia                 | Celtic F. C.              | Escocia | 2017-18 |
| Campeonato Canadiense de Fútbol | Vancouver Whitecaps F. C. | Canadá  | 2024    |